# Loredana Nusciak
Loredana Nusciak, nacida como Loredana Cappelletti (Trieste, 3 de mayo de 1942 - 12 de julio de 2006) fue una actriz y modelo italiana.

## Biografía
Nacida en Trieste, ganó el concurso de belleza "Miss Trieste"  en 1959, cuando aún era estudiante de secundaria. Tras debutar en el cine en Una vida difícil (1961), Nusciak alcanzó cierta popularidad en los años sesenta gracias a sus papeles en varias películas de género, como ¡Viva Carrancho! (1965) y Django (1966); a partir de los setenta, fue diluyendo su actividad actoral, apareciendo en apenas cuatro películas más. También fue muy activa en fotonovelas. También fue marzo en el catálogo de Lambretta de 1963.

## Muerte
Nusciak murió de una enfermedad incurable en su ciudad natal de Trieste en 2006 y le sobrevivió su esposo, el ex actor Gianni Medici.

## Filmografía parcial
| - Mujeres violentas (1960) - Amazona - Sanremo - La grande sfida (1960) - Totòtruffa 62 (1961) - Colegial - Una vida difícil (1961) - Giovanna, amiga de Elena - Smog (1962) - I sette gladiatori (1962) - Aglaia - Los motorizados (1962) - Paola - La caída de Roma (1963) - Svetla - La banda Casaroli (1963) - Siamo tutti pomicioni (1963) - Lucienne (segment "Le gioie della vita") - Les Baisers (1964) - Gina (episode 4 "Baiser de 16 ans") - Seven from Thebes (1964) - Cirene - Här kommer bärsärkarna (1965) - Verónica - Il morbidone (1965) - Donata | - Que viva Carrancho (1965) - Viviane Barrett - Z-7, operación Rembrandt (1966) - Paula - 7 dólares al rojo (1966) - Emily - Django (1966) - Maria - Superargo contro Diabolikus (1966) - Novia de Diabolikus - Como lobos sedientos (1967) - Mijanou - Charada internacional (1967) - Agente en la sombra - Revenge for Revenge (1968) - Clara / Ann Bower - Dio perdoni la mia pistola (1969) - Gladys Clanton - Qualcosa striscia nel buio (1971) - Modelo para la foto de Lady Sheila Marlowe - Tony Arzenta (1973) - Amante de Gesmundo - La policía acusa, el servicio secreto ejecuta (1975) - Mrs. Martinetti - Una loca para matar (1975) - Marcella Mostri - Ancora una volta... a Venezia (1975) - Franca |